# Grande iniziativa
Grande iniziativa (Sull'eroismo dei lavoratori nelle retrovie. Per quanto riguarda i "sabati comunisti") (in russo Великий почин (О героизме рабочих в тылу. По поводу „коммунистических субботников“)?, Velikij počin (O geroisme rabočich v tylu. Po povodu „kommunističeskich subbotnikov“)), o solamente Grande iniziativa, è un articolo scritto da Vladimir Lenin il 28 giugno 1919. Fu pubblicato per la prima volta come opuscolo separato a Mosca nel luglio 1919. Nel 1969 è stato pubblicato 130 volte in Unione Sovietica e 38 volte in 51 lingue in altri Paesi.

## Contenuto
L'articolo è dedicato ai problemi della formazione di nuovi rapporti di produzione nel processo di costruzione del comunismo.
Nell'articolo, Lenin elogia i subbotniki (sabati comunisti), definendoli "il vero inizio del comunismo" grazie ai quali la produttività del lavoro aumenta in modo significativo, superando la produttività del lavoro sotto il capitalismo. A riprova di questa tesi, Lenin cita vari articoli sul quotidiano Pravda sui subbotniki comunisti del passato nel paese, a cominciare dal primo subbotnik di massa sulla ferrovia Mosca-Kazan' del 10 maggio 1919. Dopo la pubblicazione dell'articolo, i subbotniki si diffusero sul territorio della RSFS Russa.
Anche in questo lavoro, Lenin invita a una transizione verso una società senza classi e dà una definizione di classe sociale:
(Vladimir Lenin, Grande iniziativa)

## Curiosità
- Uno dei più grandi diamanti di origine russa del peso di 135,12 carati è stato chiamato Velikij počin in onore del primo subbotnik di Lenin.[3]
- Nel deposito di Mosca-Sortirovočnaja, nel 1957, fu aperto il Museo della Grande Iniziativa, dedicato al primo subbotnik. Sempre all'ingresso del deposito c'è una targa commemorativa con il testo:[4]